# Do zavtra
Do zavtra (До завтра) è un film del 1929 diretto da Jurij Viktorovič Tarič.